# Chính sách kinh tế mới (Liên Xô)
Chính sách kinh tế mới (NEP) (tiếng Nga: но́вая экономи́ческая поли́тика (НЭП), chuyển tự: nóvaya ekonomícheskaya polítika) là một chính sách kinh tế của Liên Xô được đề xuất bởi Vladimir Lenin năm 1921 như một biện pháp tạm thời. Lenin đã miêu tả NEP vào năm 1922 như là một hệ thống kinh tế mà có thể bao gồm "một thị trường tự do và chủ nghĩa tư bản, cả hai đối tượng đều thuộc sự quản lý của nhà nước", trong khi những doanh nghiệp xã hội hóa nhà nước sẽ hoạt động trên "một cơ sở lợi nhuận".
NEP đã đưa ra một chính sách kinh tế thị trường định hướng hơn (được coi là cần thiết sau Nội chiến Nga từ 1918 tới 1922) để thúc đẩy nền kinh tế đất nước, thứ đã bị thiệt hại nặng nề từ 1915. Chính phủ đã hủy bỏ một phần việc quốc hữu hóa hoàn toàn ngành công nghiệp (đã chính thức hóa trong thời kỳ 1918 tới 1921) và được trình ra một hệ thống kinh tế hỗn hợp, thứ mà cho phép các cá nhân sở hữu những doanh nghiệp nhỏ, trong khi quốc gia tiếp tục quản lý ngân hàng, thương mại quốc tế, và công nghiệp nặng. Ngoài ra, NEP thủ tiêu prodrazvyorstka (cưỡng bức trưng dụng lúa mì) và trình ra prodnalog: một sắc thuế đánh lên những người nông dân, có thể trả theo hình thức của sản phẩm thô nông nghiệp. Chính phủ Bolshevik đã chấp nhận NEP trong Đại hội 10 của Đảng Cộng sản toàn Nga (tháng 3 năm 1921) và đã ban bố nó bằng một sắc lệnh vào 21 tháng 3 năm 1921:"Bàn về Sự thay thế của Prodrazvyorstka bằng Prodnalog". Những sắc lệnh thêm nữa nhằm cải tiến chính sách. Những chính sách khác bao gồm Cải cách tiền tệ (1922-1924) (Liên Xô) và thu hút vốn đầu tư nước ngoài.
Chính sách NEP đã tạo ra một nhóm người mới được gọi là NEPmen (nhà giàu mới). Joseph Stalin đã từ bỏ NEP năm 1928 với chính sách Bước ngoặt vĩ đại.

## Nội dung

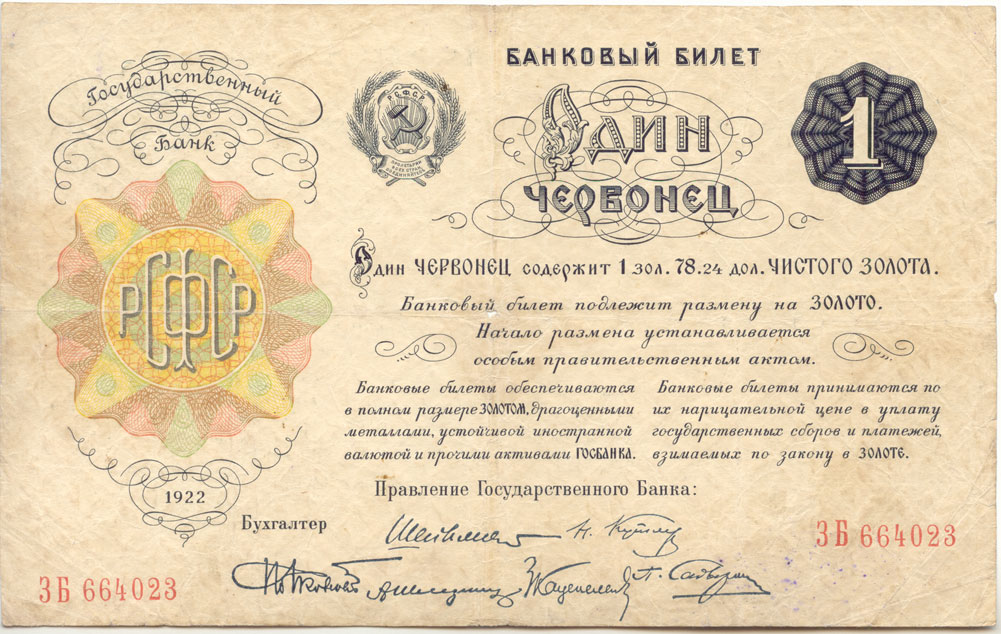
Reestablishment of a stable currency, the gold-backed chervonets, was an essential policy component of the Soviet state's return to a money-based economy

## Kết quả

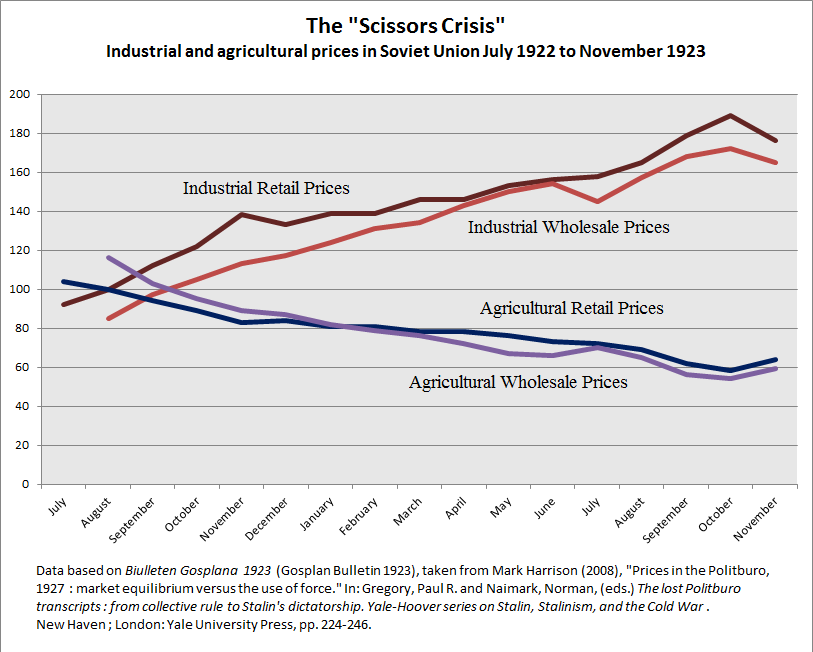
Hiệu ứng chiếc kéo: giá bán sỉ và bán lẻ của của hàng nông nghiệp và công nghiệp ở Liên bang Xô Viết từ tháng 7 năm 1922 tới tháng 11 năm 1923